# УР-100
УР-100 (название на НАТО SS-11 Sego) е съветска междуконтинентална балистична ракета с шахтово базиране, използвана от 1966 до 1996. Обозначение по ГРАУ - 8К84. УР-100 се характеризира с по-лека и опростена конструкция. Тя е течногоривна двустепенна ракета, способна да пренася до 6 бойни глави с максимална мощност 1,3 мт всяка. Силозите са без екипаж и се контролират от един команден пункт. Две модификации на ракетата са МР-УР-100 и УР-100Н. Изтеглена е от употреба през 1996.